# Megalopyge ravida
Megalopyge ravida is een nachtvlinder uit de familie van de Megalopygidae. De wetenschappelijke naam van de soort is voor het eerst geldig gepubliceerd in 1887 door Druce.